# 하이디와 하우디
하이디와 하우디(Hidy and Howdy)는 1988년 동계 올림픽의 마스코트이다. 북극곰 두 마리를 형상화했으며, 옷은 미국 서부 카우보이의 복장으로 꾸몄다.